# Condado de Cheyenne (Colorado)
El condado de Cheyenne (en inglés: Cheyenne County), fundado en 1889, es uno de los 64 condados del estado estadounidense de Colorado. En el año 2000 tenía una población de 2231 habitantes con una densidad poblacional de 0 personas por km². La sede del condado es Cheyenne Wells.

## Geografía

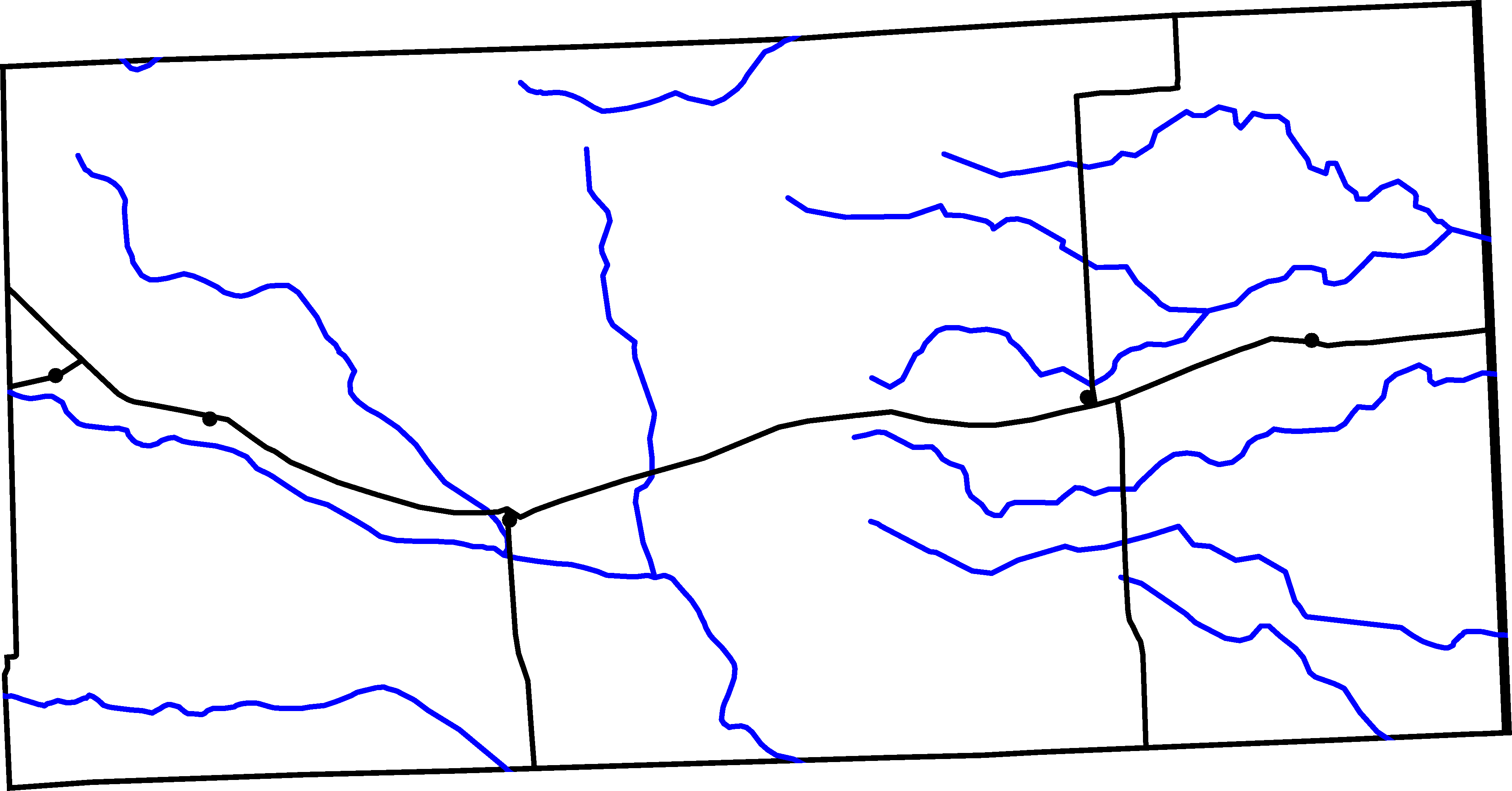
Mapa del condado de Cheyenne.

Según la Oficina del Censo, el condado tiene un área total de 4614 km² (1781,5 mi²), de la cual 4614 km² (1781,5 mi²) es tierra y 0 km² (0 mi²) (0,00%) es agua.

### Condados adyacentes
- Condado de Kit Carson - norte
- Condado de Wallace - este
- Condado de Greeley - sureste
- Condado de Lincoln - oeste
- Condado de Kiowa - sur

## Demografía
En el 2000 la renta per cápita promedia del condado era de $37 054, y el ingreso promedio para una familia era de $44 394. En 2000 los hombres tenían un ingreso per cápita de $32 250 versus $19 286 para las mujeres. El ingreso per cápita para el condado era de $17 850. Alrededor del 11,10% de la población estaba bajo el umbral de pobreza nacional.

## Ciudades y pueblos
- Arapahoe
- Cheyenne Wells
- Kit Carson
- Wild Horse